# Complot Bronswick
 (juillet 2012).
Si vous disposez d'ouvrages ou d'articles de référence ou si vous connaissez des sites web de qualité traitant du thème abordé ici, merci de compléter l'article en donnant les références utiles à sa vérifiabilité et en les liant à la section « Notes et références ».
Complot Bronswick est un groupe de new wave français, originaire de Vannes. Il s'est  délocalisé à Rennes. Complot Bronswick compte huit albums studio, et a participé à plusieurs compilations distribuées par les labels Divine MADRIGAL,MSI,INFRASTITION Rrose Selavy, Transmusicales, On a Faim, Machina, Echolocation, et Transmission.
Le groupe a monté trois spectacles en particulier : Icare en 1981, spectacle monté dans un espace industriel abandonné ; Maïakovsky, drame musical écrit et mis en scène en 1983 en hommage au poète russe, à partir de ses textes et de son iconographie révolutionnaire soviétique ;  radix en 1991 avec la compagnie de théâtre la Fabrick d'Utopies Fantaisistes et qui est créé et présenté à Leningrad (URSS) avant d'être joué à la Grande halle de la Villette à Paris en mai 1991. Le groupe participe aussi aux Transmusicales de 1995, avant de se séparer la même année.
Le groupe se reforme en 2006. En 2008, le groupe participe à une adaptation de la pièce d'Eugene O'Neill « Le Marchand de Glace » (The Iceman Cometh) avec la Compagnie Jean Beaucé à Rennes. L'album Rêve rouge sort en mai 2009 avec notamment la participation de son premier chanteur Arnaud Le Brusq, de Ert ex End of Data, Pierre Fablet et de Gilles Martin. En 2012, le groupe sort l'album De l'autre côté.

## Biographie

### Débuts (1981–1987)
Complot Bronswick est formé en 1981 à Vannes avec Arnaud Le Brusq (chanteur et auteur compositeur), Yves André Lefeuvre alias Peking O (batteur compositeur), Maurice Chesneau alias Paolo « C » Uccello (peintre compositeur), François Possémé alias Nikolaï Ada (guitariste compositeur) et participe cette année-là aux Transmusicales de Rennes. Le groupe donne en 1982 un concert pour le vernissage de l’exposition du peintre Robert Malaval à la Maison de la Culture de Rennes et leur première tournée française lors de la sortie de l'album L’Image oubliée. En décembre le groupe joue Icare à Rennes, performance associée au théâtre du Point du Jour dans un ancien entrepôt désaffecté.
Le groupe se produit en concerts et performances. En 1983 aux Vidéocéannes de Brest, puis à Paris au Théâtre du Forum des Halles, à Freibourg (RFA) et à nouveau à Paris au Palace. À la suite de cette représentation Arnaud Le Brusq quitte le groupe, et est remplacé au chant en décembre 1983 par Patrick Chevalier. Deux nouveaux musiciens sont intégrés : Jacques Duval, à la basse et Claude Gorophal aux claviers. La nouvelle formation du groupe joue pour la première fois Maïakovsky aux Transmusicales de Rennes.
L'album Maïakovsky sort en avril 1984 sous le label Divine, chez Madrigal France. Le groupe crée alors un spectacle qui est donné à l'Ubu à Rennes puis enchaîne avec une tournée nationale. Un nouveau musicien s'ajoute au groupe[Quand ?] aux claviers, Tristan Marke (alias Hervé Pouliquen). En 1985, le groupe reprend la route pour une série de concerts. Il participe au Festival des Musiques de Traverses à Reims, et donnera un concert au Rex Club à Paris. Cette même année, le groupe vivra une crise interne qui mènera au départ du chanteur Patrick Chevalier et des deux musiciens qui avaient rejoint le groupe fin 1983. François Possémé, quant à lui, quitte Rennes pour Paris, et rejoint l’équipe du label Divine chez Madrigal, pour y travailler en tant que directeur artistique.
L'album Dark Room's Delights, publié en 1986, amène le groupe à collaborer avec le producteur artistique Gilles Martin (Tuxedomoon, Minimal Compact, Colin Numan, Crammed Disc).

### Iconoclasmes(1988–1989)
En 1988, après trois années de silence le groupe, installé à Paris, se reconstruit autour de Maurice Chesneau (Paolo « c » Uccello) et François Possémé (Nikolaï Ada) rejoints par Tristan Marke (claviers). Le groupe s’imprégnera de l’atmosphère du 18e arrondissement de Paris, où il a élu domicile, et, du fond d’un petit restaurant turc naîtra l’idée de l'album Iconoclasmes. L’album sera enregistré et mixé dans la région parisienne (au studio du val d’Orge avec Jean Taxis), la version édition CD étant complétée de bonus et remix par Gilles Martin (au studio Daylight à Bruxelles). Pour ce projet Complot Bronswick invitera plusieurs chanteurs de la scène underground française : Chelsea du groupe Norma Loy, Xarrax Becker qui n’était pas encore Dominique Dalcan, Snooze, Fanou Le Bras, Richard Dumas le photographe-chanteur pour une reprise de No Fun des Stooges. 
Cet album est suivi en 1989 par des concerts à Pontivy, Vannes, à l'Élysée Montmartre Paris, Le Mans, à l'Ubu de Rennes.

### A Kind of Blue(1990–1994)
L’album A Kind of Blue sort en 1990. Les prises de son sont de nouveau effectuées par Jean Taxis au studio Val d'Orge, les overdubs et mixages par Gilles Martin dans les studios de Bruxelles avec les participations de Peter Principle (Tuxedomoon) et Annéli Maria Drecker (Bel Canto) . Cet album sera aussi l’occasion de la rencontre avec Marc Amyot, comédien québécois. Les concerts Cabaret strume seront mis en scène par Jean-Michel Bruyère. Complot Bronswick jouera  17 soirées aux Établissements Phonographiques de l’Est à Paris, puis au Festival Bleu Blanc Raid à Rennes, au « Manège » à Lorient, et à l’Aéronef de Lille (rejoint à cette occasion par le guitariste AE -ex-End of Data - et par la suite membre du groupe Charles de Goal.
En 1991 Complot Bronswick rejoint Jean-Michel Bruyère et Pascal Letellier dans la « Fabrick d’Utopies Fantaisistes », et participe à la construction d'un spectacle pluridisciplinaire Radix. Après 5 mois de travail réunissant musiciens, comédiens, acrobates, cinéaste, marathoniens… le spectacle sera créé à Leningrad en avril 91 (16 représentations). Il sera ensuite présenté à Sarrebruck (RFA) au festival de théâtre Perspectives puis à la Grande Halle de la Villette, à Paris, en mai et juin 1991 (24 représentations).
En 1993, Complot Bronswick participe activement avec Ert, Venus de Rides (Mélano/Desbois), Vein… à la création du Label « Rrose Selavy » qui transformera la salle de concert L'Ubu à son image pour l'ouverture des Transmusicales de Rennes.

### Complot(1995)
L'année 1995 voit la sortie d'un nouvel album, simplement intitulé Complot, chez RROse Selavy/Bondage, suivi d'une série de concerts. Complot Bronswick en 1995 n'a plus grand chose à voir avec celui de Maïakovsky ou Dark Room's Delights. Difficile à définir, enfant de la cold wave, le rock du groupe conserve la mélancolie, et si la folie contenue a laissé place à une forme de sagesse, la lucidité empêche tout débordement dans la platitude et la vulgarité. Rythmique électronique, parfois tribale, les machines fusionnent avec les instruments « rock » et traditionnels dans « la plus parfaite fluidité et au service de compositions toujours aussi inspirées que le temps ne parvient pas à altérer… », d'après Brown Jenkin dans Sentinels of Time.
En 1998, Complot réalise les musiques du spectacle Les Tâches sombres puis, en 1999 pour le spectacle Les Arnaqueurs de Ilirjan Bezhani  et Minuch Jero, traduit par Christiane Montécot mis en scène par  Dominique Dolmieu (Maison de l’Europe et de l’Orient) avec la Cie « L'espace d'un instant »  au théâtre de l'échangeur.

### Retour (depuis 2006)
En 2005, à la demande de Pierre Belouin et du label Optical Sound, Complot Bronswick revisite son titre La guerre est déclarée, extrait de l'album Maïakovsky sorti en 1984 qui paraît sur la compilation Echo Location, chez Optical Sound, avec d'autres groupes. Un autre titre, Born in a cage (extrait de l'album Dark Room's Delights, paru en 1984), est présent sur la compilation Transmission du label Infrastition. Le groupe réapparaît dans les publications Carnets noirs acte II. Cette même année le groupe s'engage dans la création musicale du spectacle Iceman, inspiré de l'œuvre d'Eugene O'Neill avec la Compagnie Jean Beaucé (Ille-et-Vilaine). 
Le groupe revient officiellement en 2006.
En 2007 et 2008, une partie du catalogue du groupe bénéficie de rééditions,. En avril 2009, le groupe sort son nouvel album Rouge Rêve dans une édition livre et CD limitée (une coopération des labels Iconaki-Infrastition-Optical Sound),. Il participe à la soirée Infras- T-Pop-Party à la Locomotive à Paris puis au festival des Transmusicales 2009 pour deux concerts : un dans la salle de l'UBU et un deuxième qui fut un mini événement dans la salle des Champs-libres avec un mixage et une diffusion en 5.1, proposés et entrepris par Fabrice Tison (alors ingénieur du son de Yann Tiersen) qui offrit une véritable plongée au cœur de leur son.